# Stazione di Terria
La stazione di Terria è una ex fermata ferroviaria posta sulla linea Terni-Sulmona. Serviva la località di Terria (frazione del comune di Contigliano), dalla quale dista 500 metri, e quella di Spinacceto (frazione di Greccio), dalla quale dista 900 metri.
Costituiva inoltre uno scalo alternativo per gli abitanti dello stesso capoluogo Greccio (la fermata di Terria e la stazione di Greccio sono equidistanti dal paese).

## Descrizione

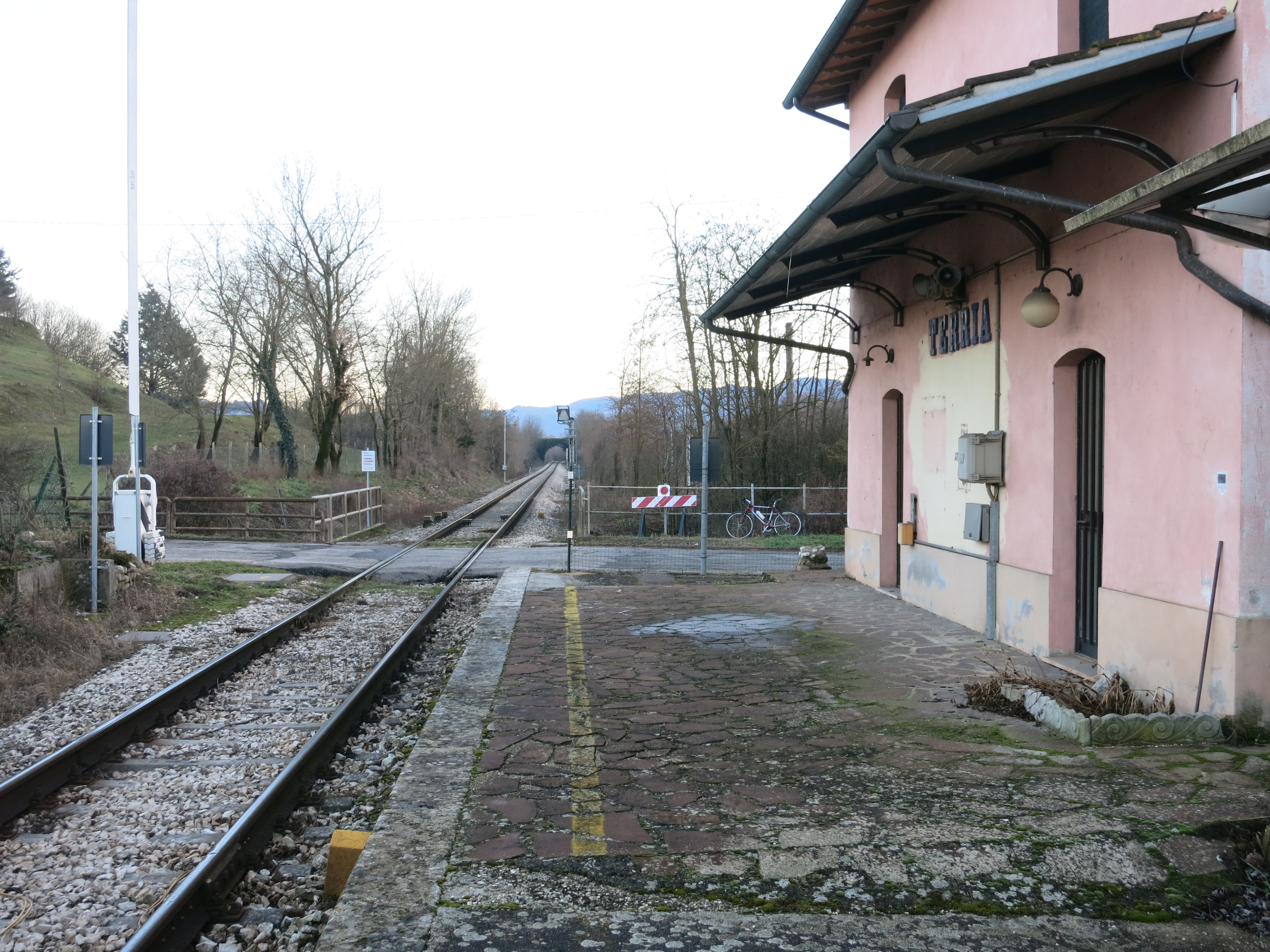
I binari in direzione Rieti

La fermata è collocata in corrispondenza del passaggio a livello sulla strada provinciale di Reopasto (la strada che collega Terria e Spinacceto fra loro e con Rieti).
La fermata fu attivata con l'orario del 1º dicembre 1935.
A partire dal 1º settembre 2014 la fermata è stata soppressa e chiusa all'esercizio. Il fabbricato viaggiatori, già da tempo chiuso ed adibito ad abitazione privata, è stato conseguentemente recintato e interdetto.